# ثيودوروس كولوكوترونيس
ثيودوروس كولوكوترونيس (باليونانية: Θεόδωρος Κολοκοτρώνης)(بالإنجليزية: Theodoros Kolokotronis)(بالتركية: Theodoros Kolokotronis) (3 أبريل 1770 - 4 فبراير 1843) كان جنرالاً يونانيًا وقائدًا بارزًا في حرب الإستقلال اليونانية (1821-1829) ضد الإمبراطورية العثمانية .

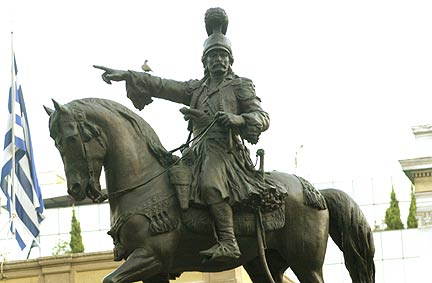
تمثال فارس لذكرى ثيودوروس كولوكوترونيس في نافبليو-اليونان

## حياته

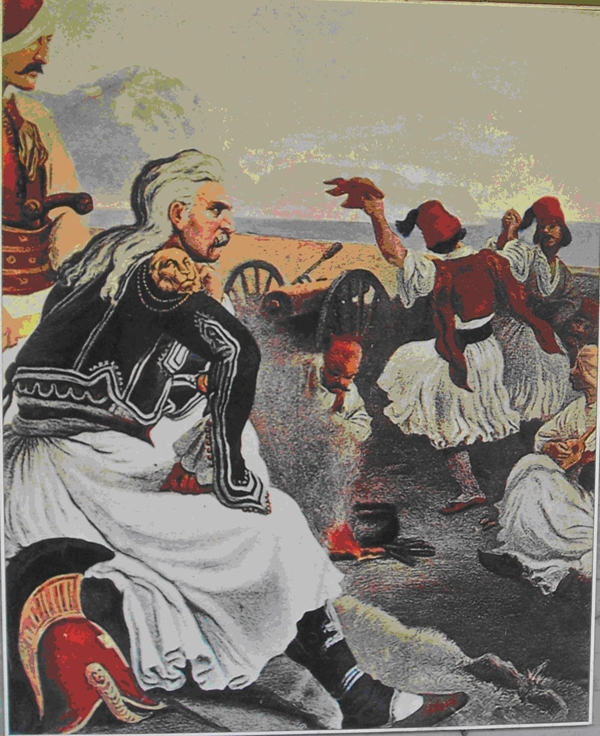
لوحة مرسومة لثيودوروس كولوكوترونيس

هو ابن زعيم كيلفيت الذي قاتل العثمانيين خلال ثورة أورلوف، عمل أيضًا قائدًا في وقت مبكر من حياته. كان مشارك في الجيش البريطاني خلال الحروب النابليونية، وتأثر بالأفكار الثورية للعصر وكان قائد لحصار تريبوليتشا. عندما اندلعت حرب الاستقلال اليونانية قام بتنظيم فرقة من موروت كليفتس، واستولى على مدينة تريبولي في أواخر عام 1821. حقق أكبر نجاح له في معركة درفناكيا عام 1822، حيث استطاع هزيمة القوات العثمانية تحت قيادة محمود باشا الدراملي. من عام 1823 إلى عام 1825، شارك في الحروب الأهلية اليونانية، وبعد هزيمته سُجن لفترة وجيزة في هيدرا. في عام 1825 أطلق سراحه وعين قائد أعلى للقوات اليونانية في بيلوبونيز ودافع عن اليونان ضد التدخل المصري.

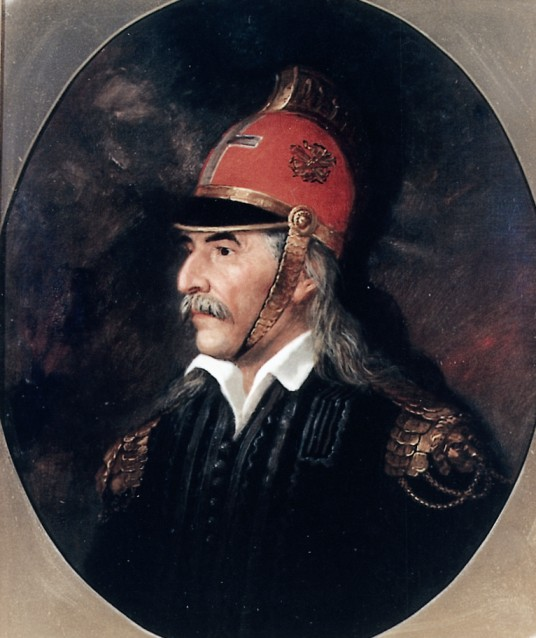
لوحة مرسومة لثيودوروس كولوكوترونيس

بعد الحرب أصبح مؤيدًا للتحالف مع روسيا بعد اغتيال كابوديسترياس عام 1831، دعم كولوكوترونيس أمير بافاريا أوتو ليعتلي العرش اليوناني. انقلب لاحقًا على وصاية أوتو، التي اتُّهم بسببها بخيانة أوتو وحُكم عليه بالإعدام، ولكن في عام 1835 تم الإعفاء عنه.

## النشأة

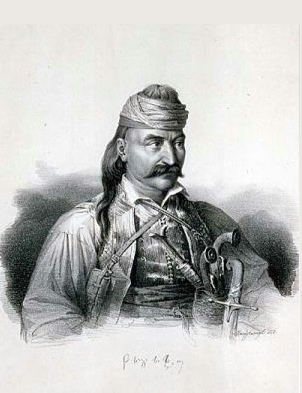
الطباعة الحجرية لـ ثيودوروس كولوكوترونيس بواسطة كارل كرازيزن المستخدمة في الأوراق النقدية فئة 5000 دراخما

وُلد ثيودوروس كولوكوترونيس في رامافوني، وهو جبل في ميسينيا، وتم تعميده في قرية بيانا. ينحدر من عائلة كليفت، ونشأ في قرية ليبوفيتسي، أركاديا، في وسط البيلوبونيز. وكانت عشيرته في القرن الثامن عشر قوية ومهيبة في المناطق المحيطة بهم، ويُحتفل بفخرهم الأسطوري وعصيانهم في أغنية شعبية قديمه معروفة في ذلك الوقت:

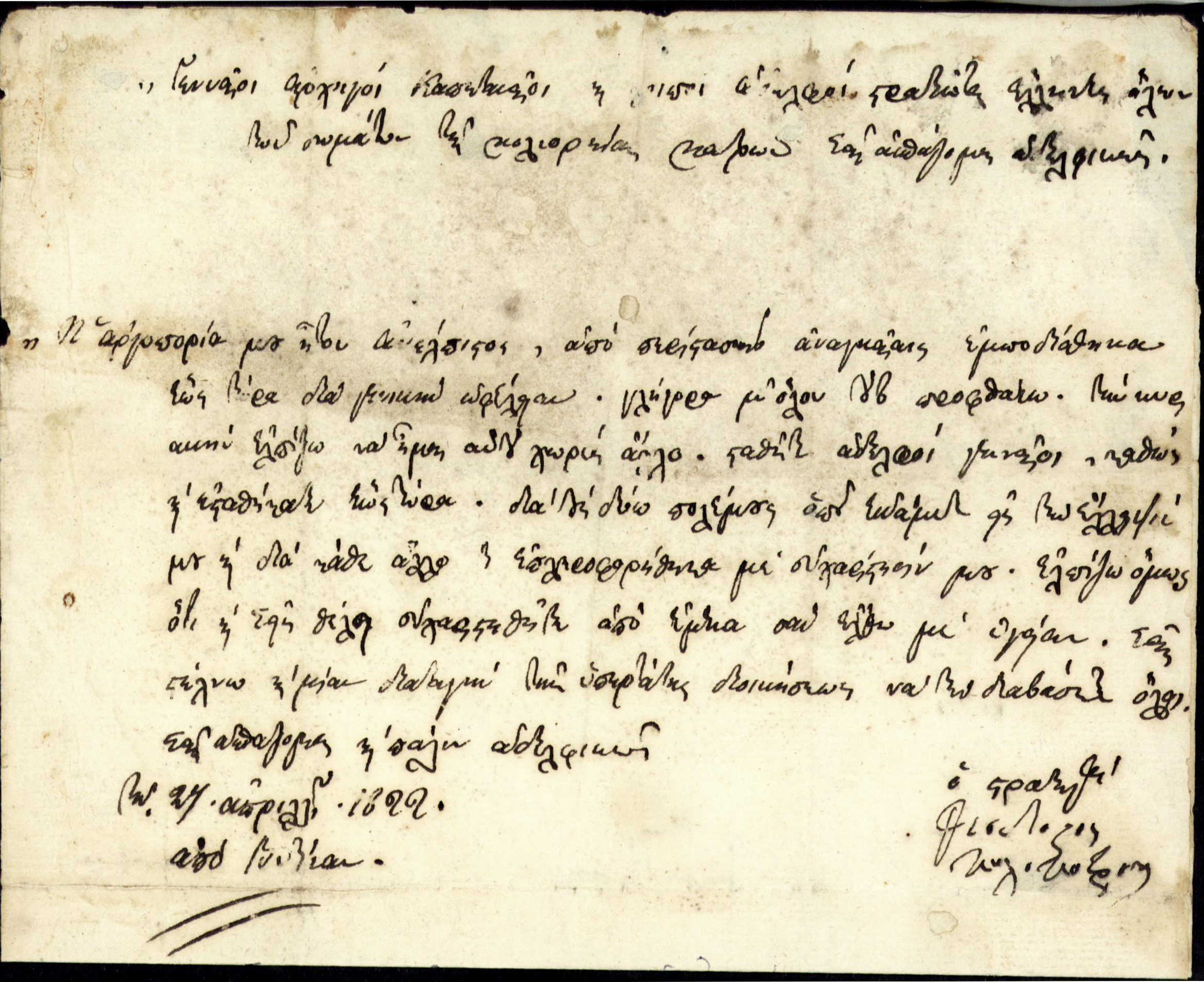
رسالة من القائد العسكري اليوناني وبطل حرب الإستقلال اليونانية ثيودوروس كولوكوترونيس (1822)

اشترك والده كونستانتينوس كولوكوترونيس في تمرد مسلح، هو ثورة أورلوف -التي جرت بتحريض من كاترين العظمى قيصرة روسيا- وقُتل عام 1780 في اشتباك مع القوات العثمانية إلى جانب اثنين من إخوته جورج وأبوستوليس. سُمي ثيودوروس على شرف فيودور أورلوف . توفي والده وهو في سن 15 احتضنه ميترو بتروفاس وأشرف عليه. كان ميترو بتروفاس من علمه دروسه الأولى عن القتال، ولطالما أطلق عليه ثيودوروس لقب "العم" وكان بجانبه مستشارًا ومقاتلًا طوال حياته.

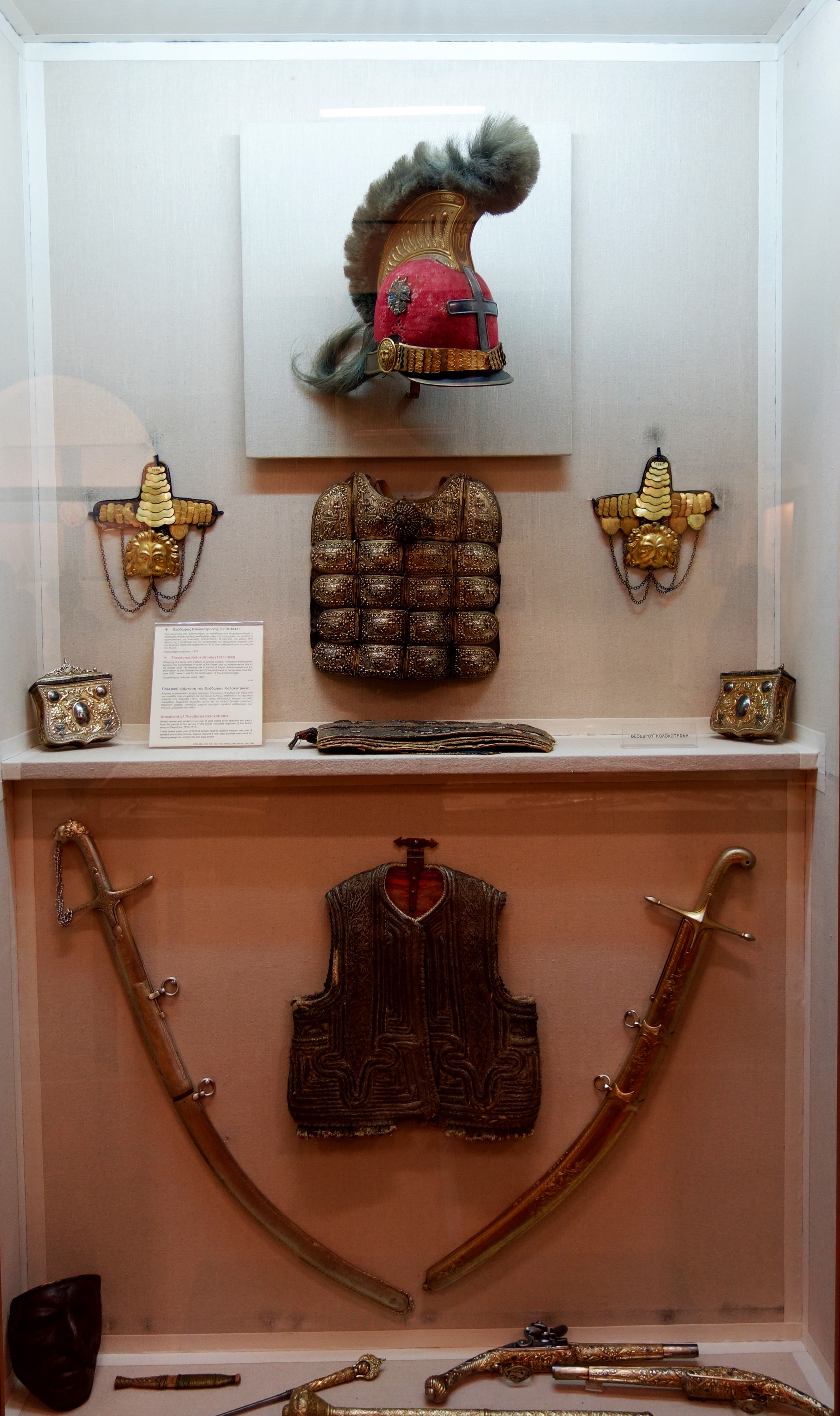
خوذة وأسلحة ومعدات ثيودوروس كولوكوترونيس في مبنى البرلمان القديم

قبل الثورة اليونانية عمل ثيودوروس كولوكوترونيس قاطع طريق، و(مسيحي غير نظامي تابع للجيش العثماني)، وكابوس (عيّار، أزعر) (وهو لقب لرجل عصابة يستخدمه الوجهاء اليونانيون في البيلوبونيز). عمل كابوساً لعائلة ديليجيانيس، واكتسب ثروة من سرقة الأغنام والزواج من ابنة أحد الأثرياء البيلوبونيزيين.
في عام 1805 انضم إلى البحرية الروسية خلال الحرب الروسية التركية (1806-1812). في عام 1806 أجبرته الهجمات العثمانية على الفرار إلى جزيرة زاكينثوس . وعندما احتل البريطانيون زاكينثوس حصل على خبرة عسكرية مفيدة أثناء خدمته تحت قيادة ريتشارد تشيرش الفيلهيليني في فوج المشاة الخفيف اليوناني الأول؛ وفي عام 1810 رُقي إلى رتبة رائد. في خدمته في الجيش البريطاني تبنى خوذته الحمراء المميزة. وأثناء وجوده في هيبتانيز من 1807 إلى 1814 (محمية فرنسية) أضحى على اتصال بالأفكار الثورية لعصره وتأثر بها:
فإن الثورة الفرنسية وأعمال نابليون فتحت عيون العالم. لم تعرف الأمم شيئًا كهذا من قبل، اعتقد الناس أن الملوك آلهة على الأرض وأنهم ملزَمون بالقول إن كل ما يفعلونه جيد. من خلال هذا التغيير صار صعباً حكم الشعوب.

## حرب الاستقلال اليونانية

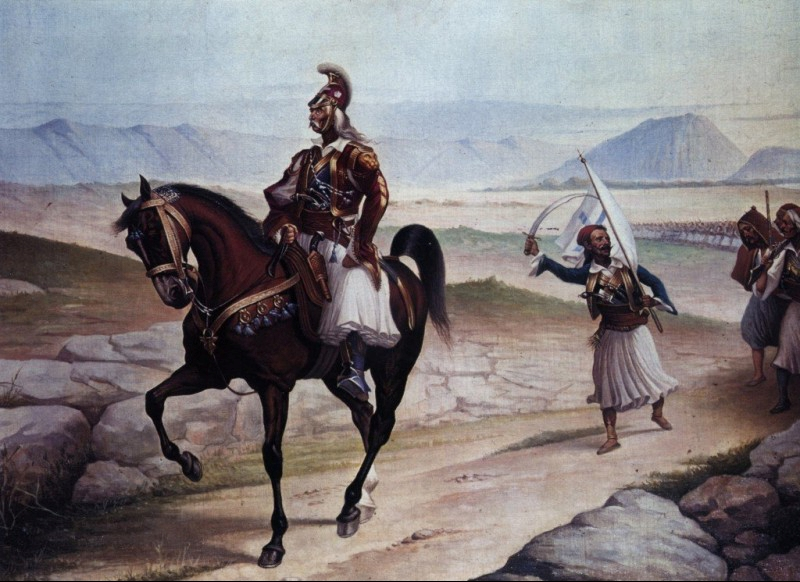

عاد ثيودوروس إلى البر الرئيسي قبل اندلاع الحرب (رسميًا، في 25 مارس عام 1821) وشكل اتحادًا كونفدراليًا لعصابات الغير النظامية. حاول تدريب هؤلاء وتنظيمهم في شيء يشبه الجيش الحديث. في مايو، عُين القائد العام للقوات المسلحة. كان قد بلغ من العمر 50 عامًا بحلول ذلك الوقت، وهي حقيقة ساهمت في لقبه جيروس تو أو "شيخ موريا"، حيث كان موريا اسم آخر يصف البيلوبونيز. كان أول عمل له هو الدفاع عن قرية فالتسي بالقرب من تريبولي حيث كان جيشه يتجمع. في وقت لاحق، كان أيضًا قائدًا للقوات اليونانية أثناء حصار تريبولي. بعد الإستيلاء على تريبولي، دخل المدينة، حيث شوهدت له شجرة طائرة في السوق حيث اعتاد الأتراك شنق اليونانيين فيها، وأمر بقطعها.

### حصار نافبليو

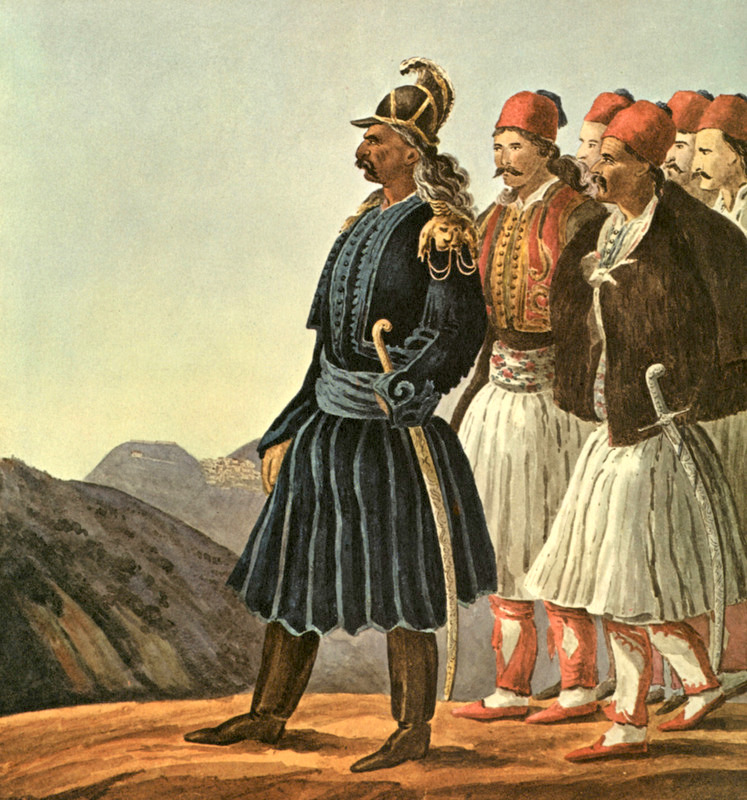
"كولوترونيس ومرافقته الشخصية" لبيير بيتيير

قاد بعد ذلك مع ديميتريوس إبسيلانتيس مع القوات اليونانية في حصار قلعة نافبليو، منذ سبتمبر عام 1821، حتى (استسلمت في يناير عام 1822) ولاحقتها قلعة باتراس منذ فبراير عام 1822.
إستولت القوات اليونانية على ميناء نافبليون، وكانت الحامية العثمانية في القلاع المزدوجة بالمدينة ينفذ منهم الإمدادات، لكن الحكومة اليونانية المؤقتة غير النظامية في أرغوس،لم تتمكن من إكمال المفاوضات لاستسلامها، لكن قوة عثمانية كبيرة بدأت في الزحف جنوبا لسحق الثوار، تخلى المسؤولون الحكوميون عن أرغوس وبدأوا عمليات الخلاء عن طريق البحر في نافبليون، بقيت فقط كتيبة ضعيفة تحت قيادة ديميتريوس إبسيلانتيس لعقد قلعة لاريسا، قلعة أرغوس.

## حصار تريبولي

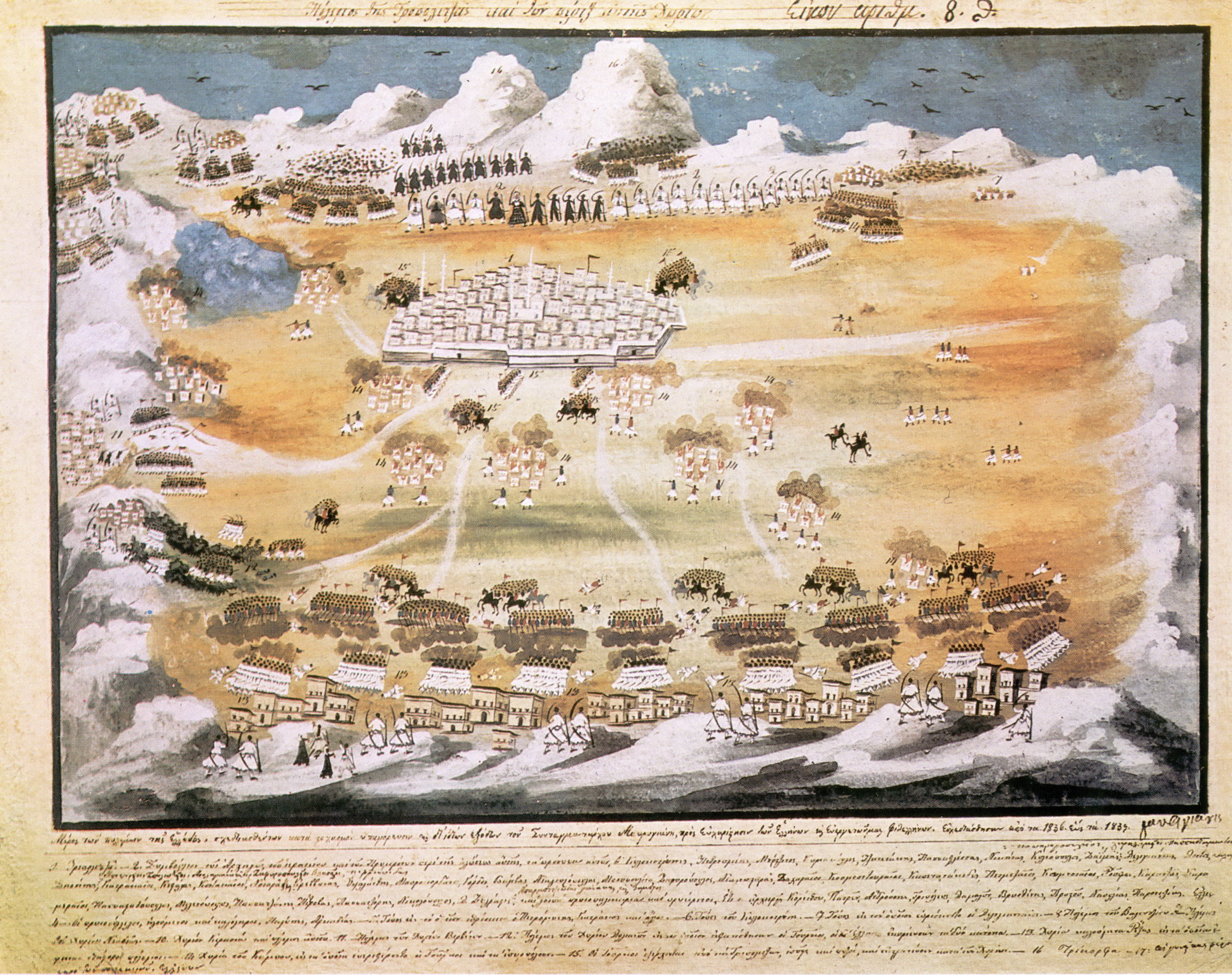
مقر تريبولي الذي تم نقشه من قبل لباناغيوتيس زوغرافوس لمذكرات يانيس ماكريانيس.

تجمعت القوات اليونانية بتعداد أكثر من 6000 رجل في المعسكرات حول تريبولي، في ربيع عام 1821. كانوا في قرى (من الشمال إلى الجنوب) وهي كتالي ليفيدي وبيانا وكريسوفيتسي وفالتيستسي وفيرفينا. ثم فرض ثيودوروس كولوكوترونيس إعادة تنظيمهم، حتى ذلك الحين، كان المتمردون ينتمون إلى فرقة، في كثير من الأحيان من العائلة (كما كانوا عندما كانوا كليفت) ويطيعون زعيم الأخير، في كثير من الأحيان الأكبر في العائلة، كان تسليحهم بدائيًا، وغالبًا ما يكون سكينًا أو حتى أدوات زراعية معاد تحويلها على سبيل المثال الحديد و المجارف. لم يكن هناك تنسيق بين العصابات التي سعى قادتها لتحقيق أهداف شخصية. تم توفير الطعام من قبل النساء
لكن الذين خضعوا لتدريب عسكري في القوات البريطانية في الجزر اليونانية، فرضو عملية أكثر عقلانية، تم تسمية قادة العصابات رسميًا بـ"الضباط" بشهادة مكتوبة، كان عليهم تقديم إحصاء دقيق لعدد الرجال في مجموعتهم، وقد منعهم ذلك من تضخيمها من أجل الحصول على المزيد من الأسلحة والمزيد من الطعام والمزيد من الأموال للبيع، كما منعت رجالها من العوده إلى منازلهم دون علمهم، فرض ثيودوروس كولوكوترونيس أخيرًا قيادته المركزية، نظامًا معينًا في العصابات والتنسيق بينها، وهكذا، جعلهم يناورون كل صباح.
وفي 24 مايو، حاول أتراك تريبولي القيام بطلعة جوية لهدم المعسكر الذي كان بقيادة مافروميكاليس في فالتسي، كان القائد العثماني يأمل في أن يتراجع اليونانيون في مواجهة القوة العثمانية، ولكن حدث العكس، حيث وصل ثيودوروس كولوكوترونيس خلال النهار مع 1200 رجل تعزيز من المعسكر، إستمرت المعركة 23 ساعة وانتهت بفوز اليونانيون، ويقال إن الأتراك خلفوا وراءهم 300 قتيل و 500 جريح، كان اليونانيون قد فقدوا 150 رجلاً فقط، على الرغم من أنهم تعرفو على أربعة قتلى وسبعة عشر جريحًا فقط، كانت إعادة تنظيم القوات التي فرضتها ثيودوروس كولوكوترونيس مبررة وحققت هدفها، في 21 مايو، إستولى ثيودوروس كولوكوترونيس على قرية قريبة جدًا من تريبولي.

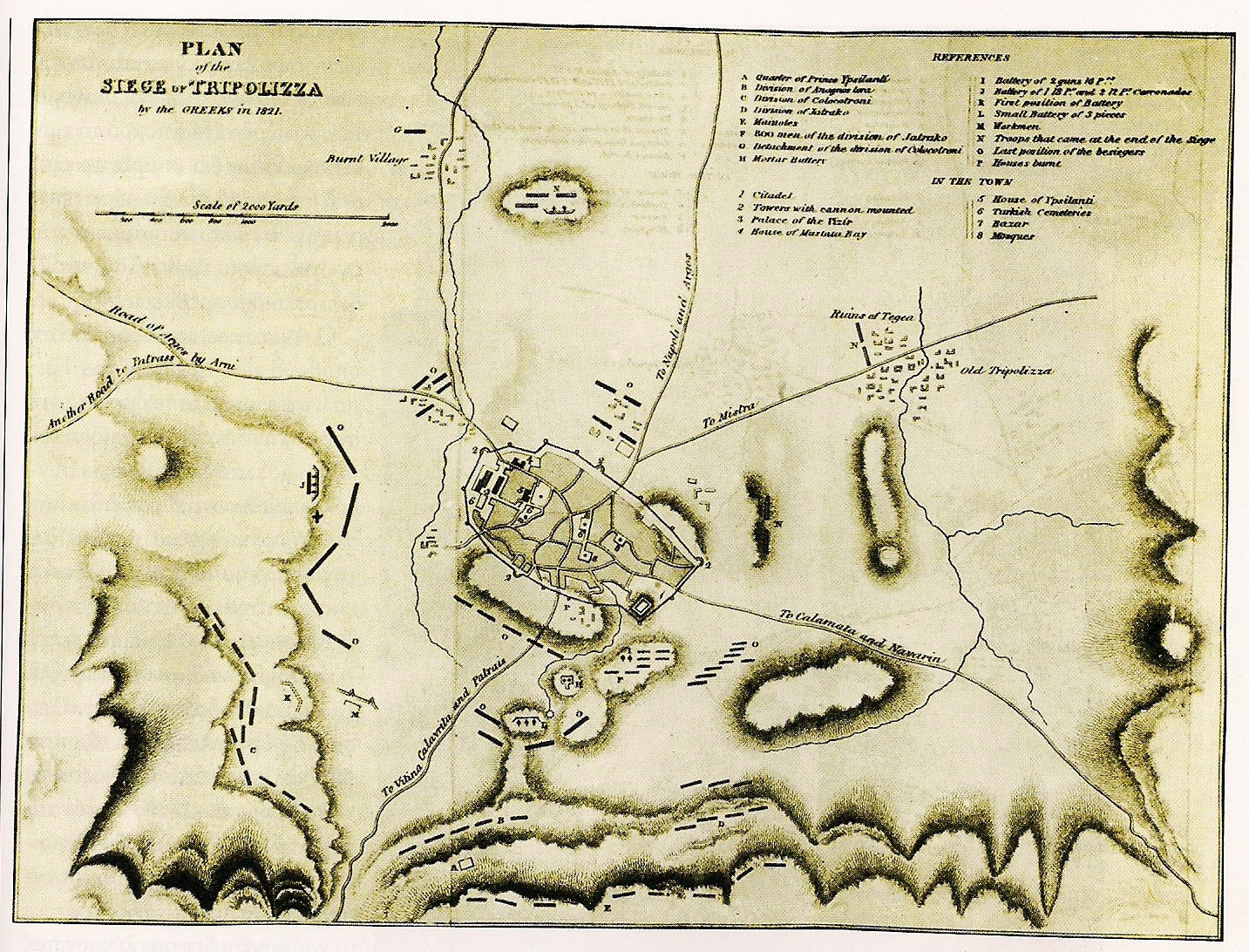
خطة حصار تريبولي التي أحاطت بالمدينة بالحرف o

في نهاية يونيو، إنضم ديميتريوس إبسيلانتيس إلى القوات اليونانية في تريبولي، أدى وصولهم إلى تقسيم الإغريق دعمه الحزب، على الرغم من الهزيمة الكارثية التي تعرض لها شقيقه ألكسندر في مقاطعات الدانوب، بقي الجزء الثاني مخلصًا لثيودوروس كولوكوترونيس، أما الجزء الثالث فكان من طبقة رجال الدين وملاك الأراضي، الذين اكتسبوا ثروتهم وسلطتهم في خدمة المحتلين العثمانيين، هؤلاء القادة "المدنيون"، أو prókriti في اليونانية و kojabashi بالتركية) قد دعموا التمرد الوطني فقط لأنهم أرادوا استبدال السلطة العثمانية با السلطه اليونانية. ثم رأوا في وصول إبسيلانتيس وسيلة لتقليص هالة كولوكوترونيس و "الجنود". لذلك كانت الحروب الأهلية المستقبلية بين المتمردين اليونانيين في حالة نبتة بالفعل خلال هذا الحصار. سارع رجال ثيودوروس كولوكوترونيس إلى أن يقترحوا لقائدهم القضاء الجسدي على المدنيون. بمجرد وصوله إلى تريبولي، اقترح إبسيلانتس استبدال مجلس شيوخ البيلوبونيز بحكومة يترئسها. كما طلب تعيينه القائد العام للقوات المسلحة اليونانية. ثم أطلق العنان لغضب "المدنيين" و "العسكريين" على حد سواء، وخلق تحالفًا فعليًا بين المدنين و ثيودوروس كولوكوترونيس. ثم تجنب هذا الاتفاق (المؤقت) وذبح المدنيون على يد رجال كولوكوترونيس.

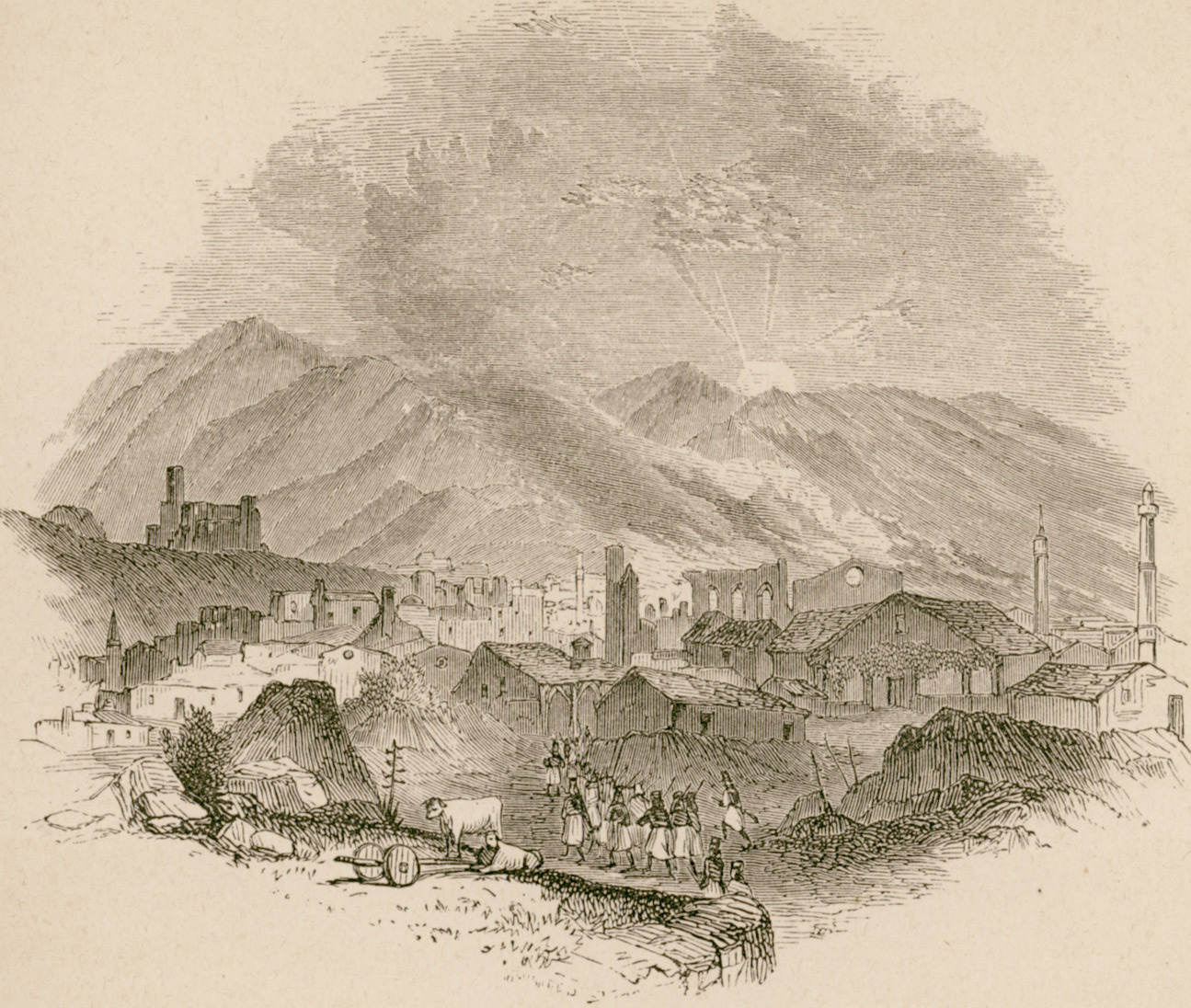
رسمه توضح بلدة تريبولي تم رسمها من قبل وردزورث كريستوفر عام1882.

تم العثور على حل وسط في النهاية. في 1 يوليو (تموز)، عين مجلس شيوخ البيلوبونيز إبسيلانتيس على رأسها. هذا الدور جعله أيضًا، كما هو الحال مع رؤساء الدول الآخرين، قائدًا للقوات المسلحة اليونانية. احتفظ ثيودوروس كولوكوترونيس بالسيطرة الحقيقية، ولقب أرشستراتيجوس .
في 10 أغسطس (جوليان)، حاول مصطفى بك القيام بنزهة أخيرة. واجهت قواته الخندق الذي حفره كولوكوترونيس حول تريبولي على وجه التحديد للتعامل مع هذا الاحتمال. تقرر مصير المدينة.
خلال مفاوضات استسلام المدينة، ترك ديمتريوس إبسيلانتيس الحصار مع جزء من القوات. كان كولوكوترونيس قد اقترح عليه الذهاب ومنع هبوط تركي محتمل على الساحل الشمالي لبيلوبونيز حيث بدأ الأسطول العثماني في إظهار نفسه. أضاف ثيودوروس كولوكوترونيس ابنه معه . يبدو أنه وجد طريقة لإبعاد منافسه يبسيلانتي والتأكد بمساعدة ابنه من أنه سيبقى بعيدًا. وبالمثل، يبدو أن يبسيلانتي قفزت على هذه الذريعة للابتعاد عن المدينة وعدم تقاسم المسؤولية عن الأحداث التي كانت تلوح في الأفق.
في 5 أكتوبر عام 1821 ، بينما كانت المفاوضات مستمرة وكانت الهدنة سارية المفعول إلى حد ما، اقتربت مجموعة صغيرة من اليونانيين من البوابة الجنوبية الشرقية للمدينة، لبيع الفاكهة، كما كانت العادة. اكتشفوا أنه لم يعد يخضع للحراسة واستغلوا الفرصة. هرعوا إلى المدينة وفتحوا البوابة الرئيسية. اندفع الإغريق وبدأوا القتل والنهب. لاكن ثيودوروس كولوكوترونيس و جياتراكو الذين دخلوا المدينة بعد ذلك لم يتمكنوا من جعل رجالهم يستمعون إلى العقل. قُتل جميع الأتراك تقريبًا. استمرت المذابح والنهب الى ثلاثة أيام. نجا عدد قليل من العثمانيين، تحت حماية كولوكوترونيس وبتروبي: معظم الضباط العثمانيين، بمن فيهم مصطفى بك وزوجات خورست باشا، الحاكم العثماني لبيلوبونيز.
بمجرد الاستيلاء على قلعة المدينة، حبس كولوكوترونس نفسه فيها مع بعض رجاله وأفراد عائلته، واستولى على كل الثروة التي تراكمت هناك. خدمته هذه الثروة خلال الفترة المتبقية من الحرب، وخاصة خلال الحروب الأهلية بين اليونانيين، حيث كان بإمكانه أن يدفع لأتباعه بنفسه، دون الاعتماد على الحكومة. كما استفاد من التداعيات السياسية لانتصاره. لقد كان أحد الدعاة الرئيسيين للاستيلاء على المدينة وهو ما نفذه بنفسه. لذلك ظهر كخبير استراتيجي منتصر. أصبح في الواقع القائد العام الحقيقي للقوات اليونانية، بينما تلاشى نجم يبسيلانتي.

## وفاته

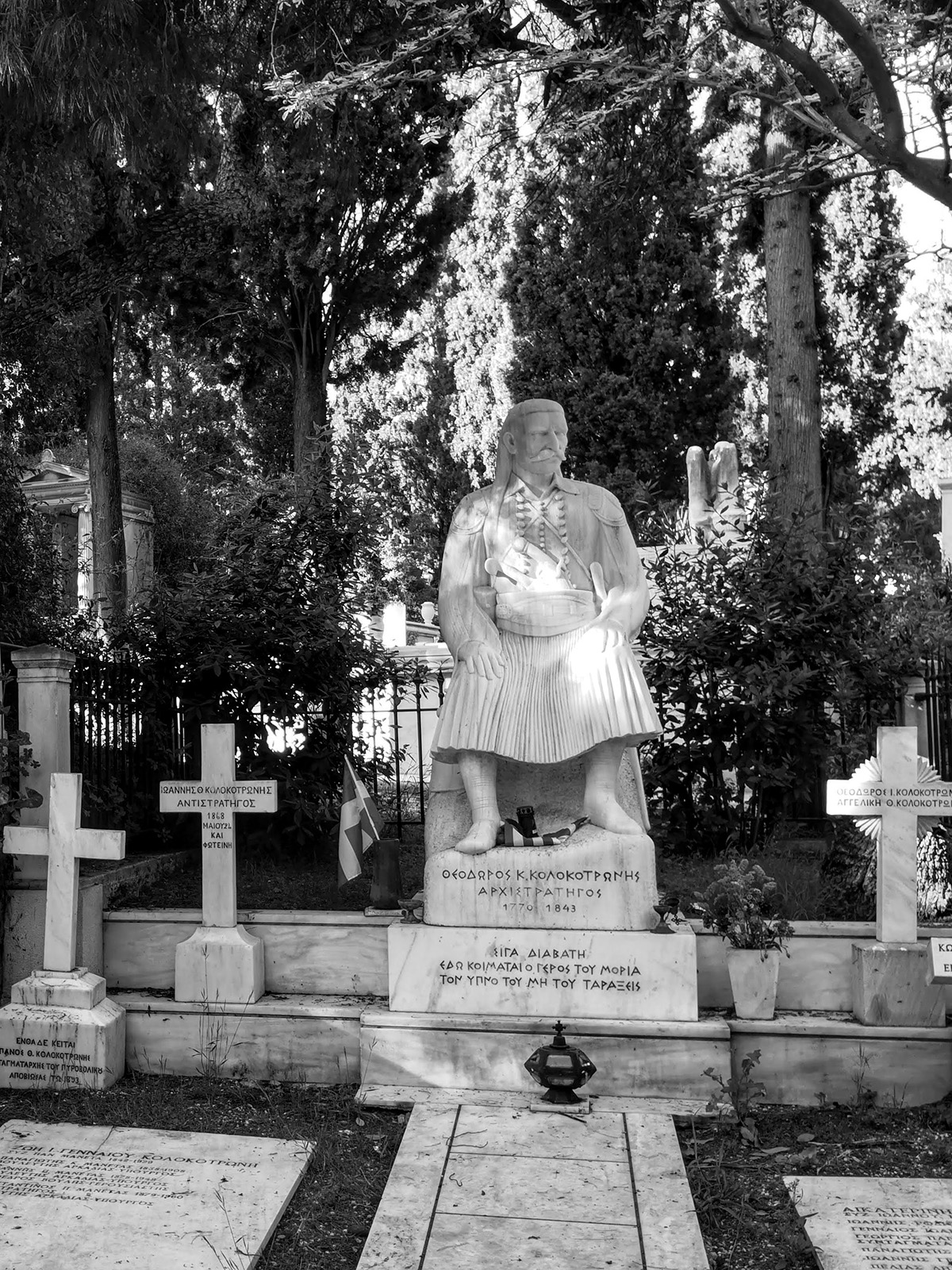
نصب كولوكوترونيس التذكاري في مقبرة أثينا الأولى

في آخر حياته، تعلم كولوكوترونيس الكتابة من أجل استكمال مذكراته، والتي تشكل ثاني أفضل سرد معروف لأحداث الحرب الثورية اليونانية بعد مذكرات يانيس ماكريانيس، وترجمت عدة مرات باللغة الإنجليزية و لغات أخرى، يمكن رؤية خوذته الشهيرة، إلى جانب بقية أسلحته ودروعه، اليوم في المتحف التاريخي الوطني اليوناني في أثينا، بالإضافة إلى تمثاله المذكور سابقًا، هناك تمثال آخر يمكن رؤيته في أثينا، في الفناء الأمامي لمبنى البرلمان القديم في شارع ستاديو، بالقرب من ميدان دستور.
توفي في عام 1843 في أثينا عاصمة اليونان.

## معرض الصور

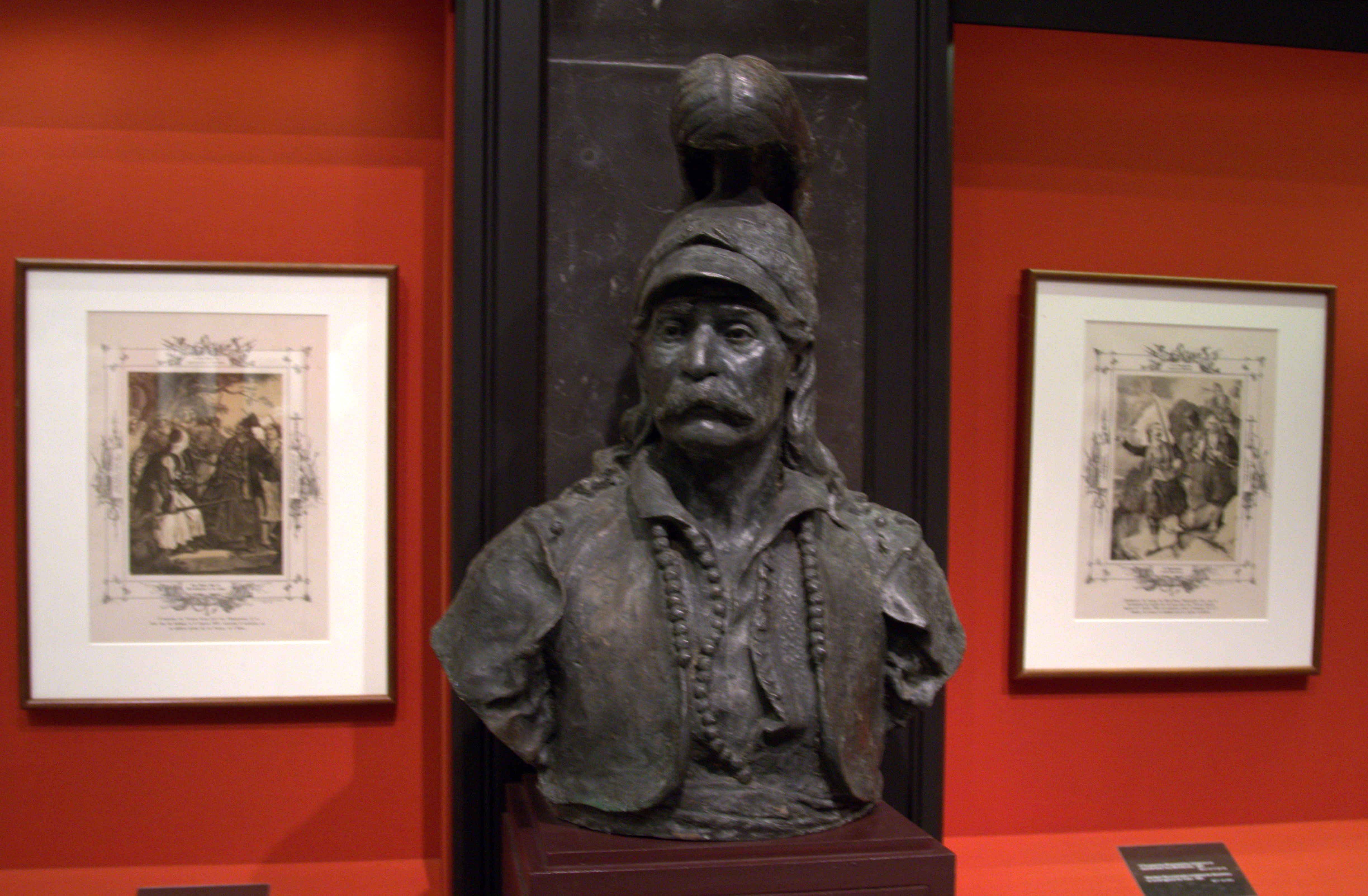

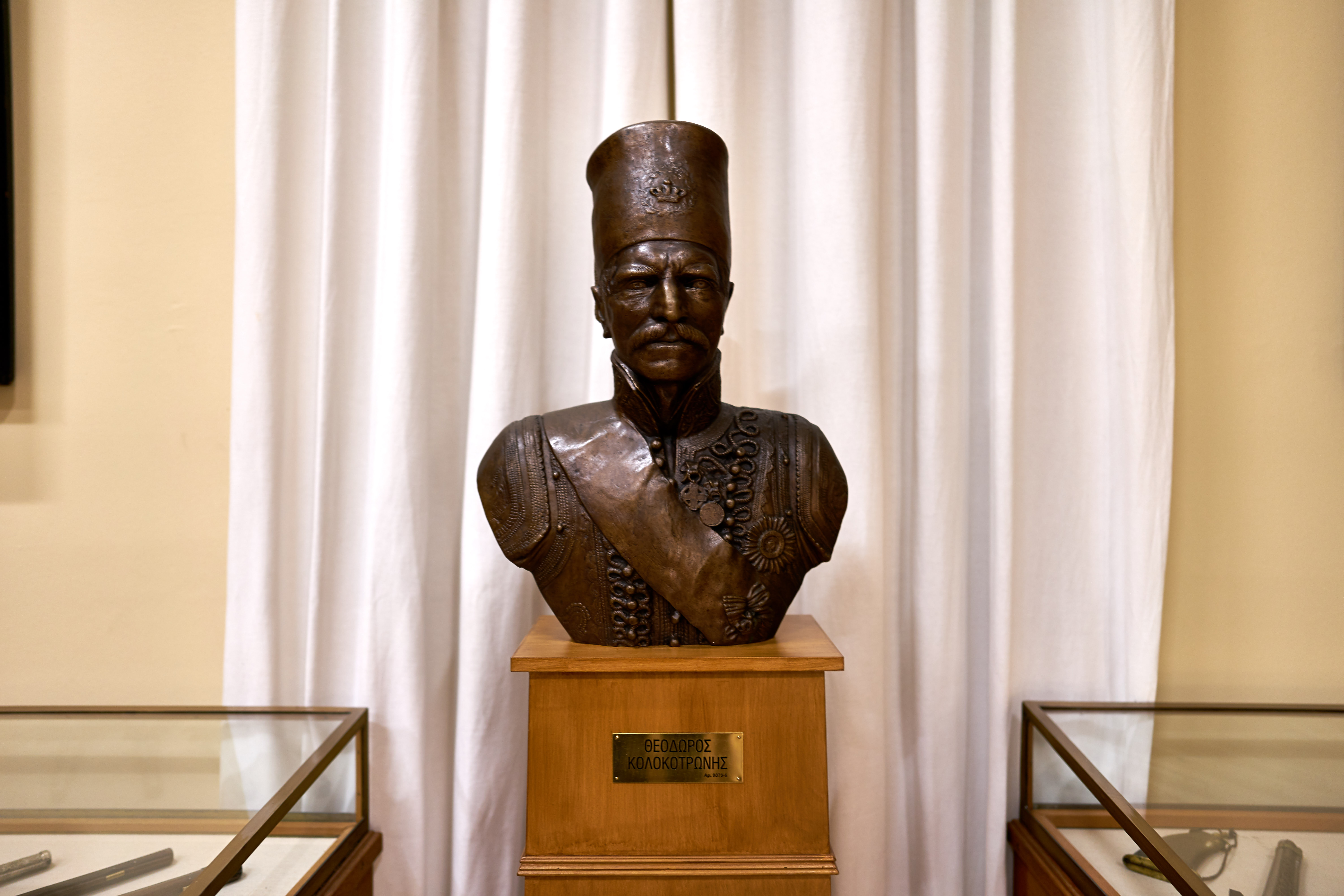

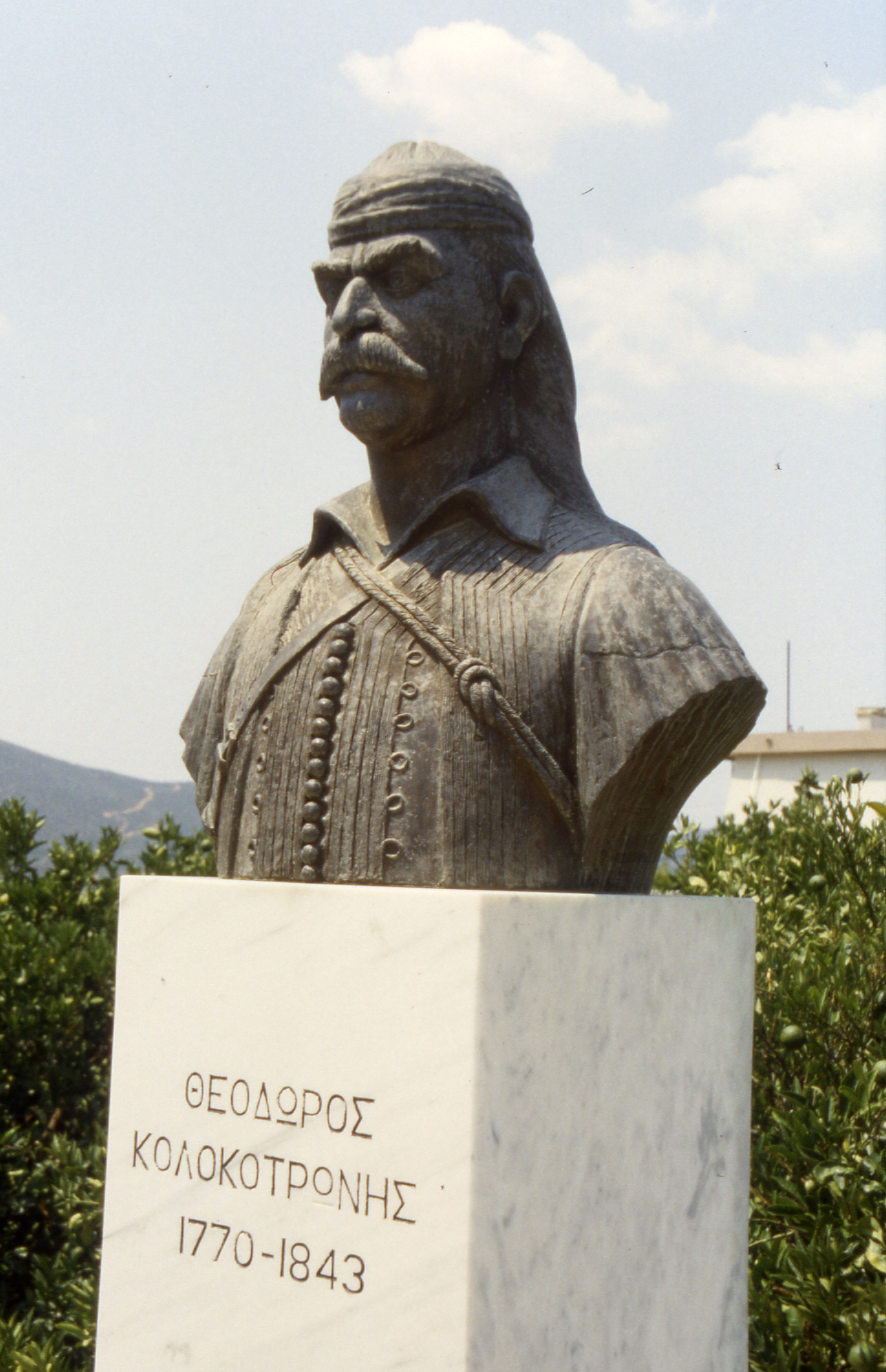

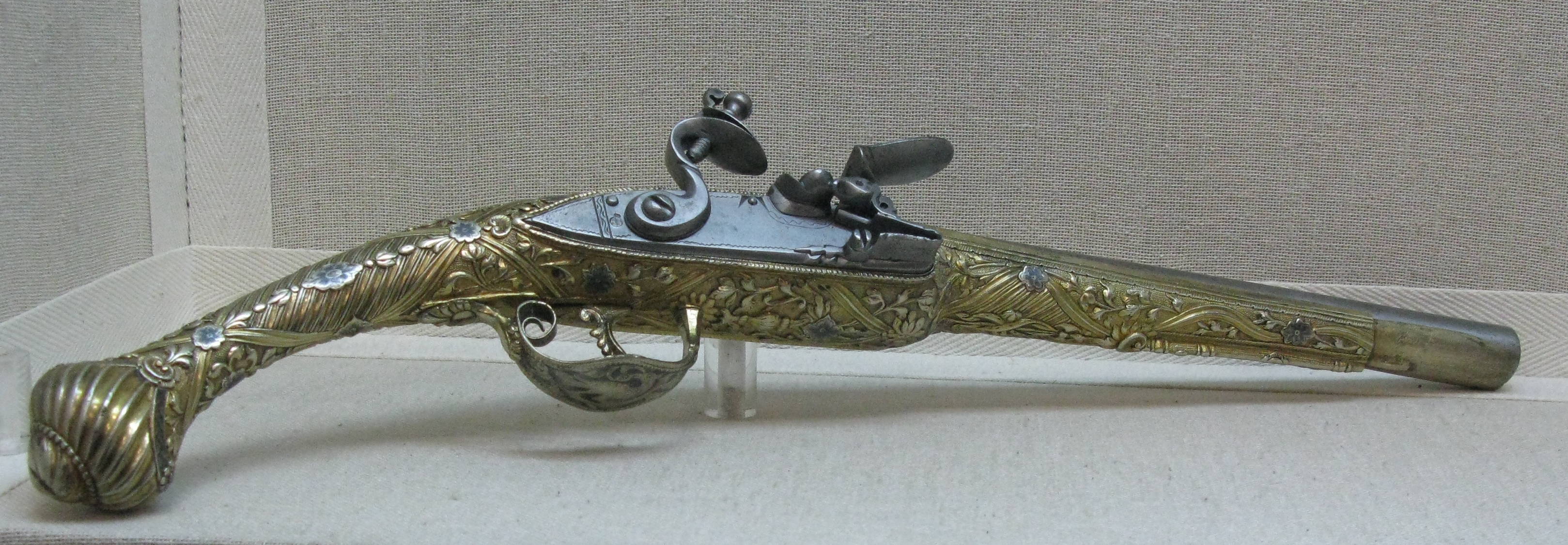

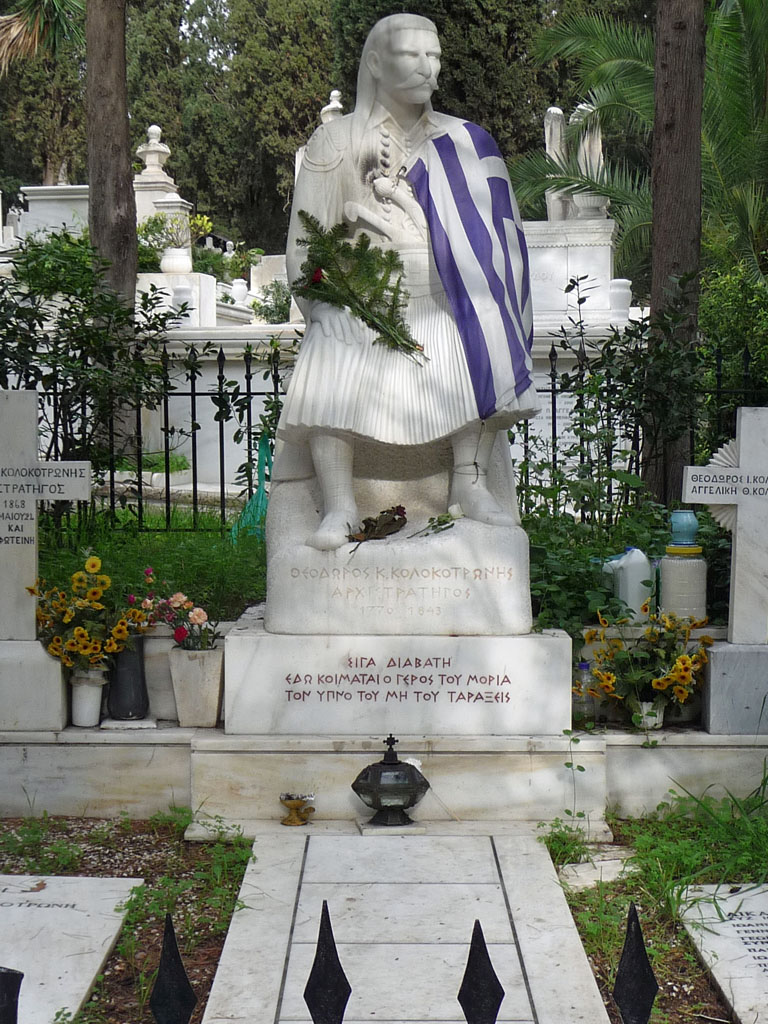

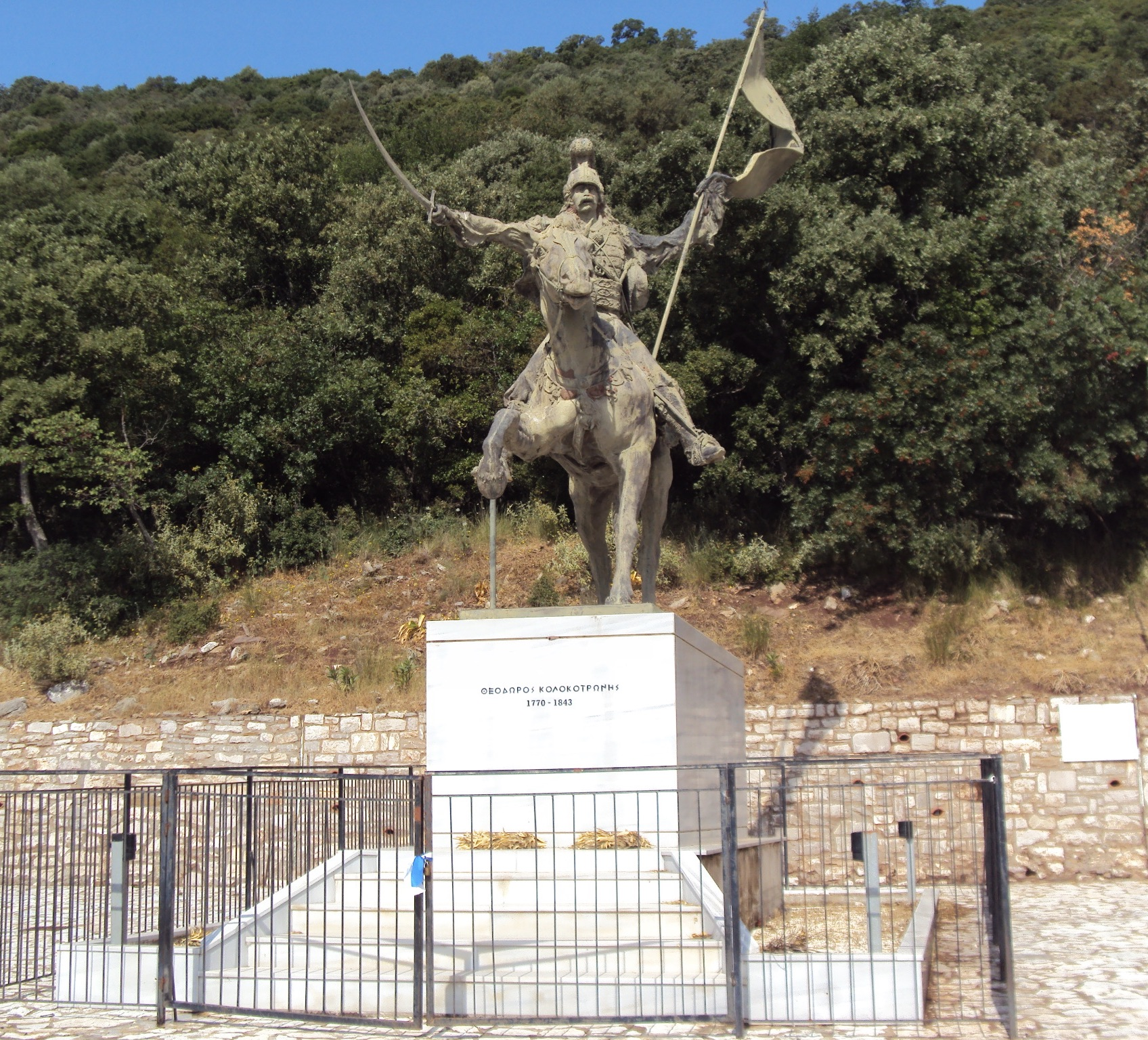

## وصلات خارجية
- ثيودوروس كولوكوترونيس معرف المكتبه الوطنيه اليونانيه
- ثيودوروس كولوكوترونيس صور وتسجيلات صوتيه و مرئيه على ويكيميديا كومونز
- ثيودوروس كولوكوترونيس معرف اتحاد مكتبات البحوث الاوروبيه